# Eileen
Eileen, справжнє ім'я Олена Андросова (нар. 30 вересня 1988, Рівне) — українська перекладачка, блогерка і співачка.

## Життєпис
Народилась 30 вересня 1988 року в Рівному. Закінчила Національний університет «Острозька академія», певний час працювала за спеціальністю — перекладачкою.
4 вересня 2021 виступила на фестивалі популярної культури Comic Con Ukraine у Києві. Має 208 тисяч підписників на ютубі станом на вересень 2023 року.

## Творчість
Eileen створює кавери українською мовою на іншомовні композиції та пісні.
8 січня 2020 вийшов її кавер на пісню 2019 року з фентезійного серіалу Netflix «Відьмак» — «Toss a Coin to Your Witcher» українською («Киньте гріш Відьмакові»), який набрав сотні тисяч переглядів. 31 березня вийшла оновлена версія каверу, яка також набрала понад 500 тисяч переглядів.
У 2020 вона переклала «Щедрик» Миколи Леонтовича англійською мовою та заспівала його.
Український кавер на пісню «Soon May the Wellerman Come» в її перекладі й виконанні, опублікований на YouTube 5 липня 2021, набрав понад два мільйони переглядів.
На запрошення Південноафриканського артиста The Kiffness, відомого своїм «нявкаючим» треком «Alugalug Cat», взяла участь у «Міжнародному симфонічному мешапі», під час якого музиканти з різних країн доповнили котячий хіт звуками віолончелі, укулеле, флейти, а також барабанами, гітарою, лоу-вістлом і вокалом.
5 березня 2022 опублікувала на своєму офіційному ютуб-каналі, гімн Українських січових стрільців «Ой у лузі червона калина» у власному виконанні. Вона також додала посилання на фонди для охочих допомогти фінансово українській армії, українцям та українкам, які постраждали від російського вторгнення, зазначивши: 
| 24 лютого Росія брутально вдерлася у нашу країну. Збройні сили України зараз мужньо б'ються за свободу нашої країни та кожного з нас. Весь прибуток з цього відео буде відданий на гуманітарну допомогу українцям, постраждалим від агресії Росії, а також на допомогу ЗСУ. |
Протягом місяця після публікації, відео з піснею набрало 2,4 мільйона переглядів.
13 грудня 2022 року на офіційному YouTube-каналі The Witcher на честь великого оновлення для гри «The Witcher: Wild Hunt» вийшов відеокліп на пісню «The Wolven Storm» українською за участю блогерки.
Ще однією піснею, яка на YouTube зібрала мільйони переглядів є «Гей, соколи!» / Hej, sokoły! — польська пісня, написана Мацеєм Камєнським» — двомовне виконання пісні.
03 вересня 2022 прозвучав кавер «Мені мама казала – Мати казала» (Vikings Cover in Ukrainian)